# Cratere Agrotes
Agrotes è un cratere sulla superficie di Ganimede.